# Pyrenaria khasiana
Pyrenaria khasiana là một loài thực vật có hoa trong họ Theaceae. Loài này được R.N. Paul miêu tả khoa học đầu tiên năm 1979.